# شو دان
شو دان (انگلیسی: Xu Dan؛ زادهٔ {{birth date|1969|04|13 تیرانداز اهل چین بود. وی در بازی‌های المپیک تابستانی ۱۹۹۶، ۲۰۰۰ و ۲۰۰۴ حضور داشته‌است.